# 藤原さおり
藤原 さおり（ふじわら さおり、1977年5月15日 -）は、日本の元AV女優、元ストリッパー。
東京都出身。身長157cm、スリーサイズ はB90cm（Fカップ）・W58cm・H86cm。血液型はA型。

## 略歴・人物
16歳にしてグラビアデビュー。着衣、水着、ヌードとグラビアの道を歩んだ後、1998年11月にAVデビュー。
しかし「AVの仕事は長続きしない」と、あっさりと自らストリップの世界へ。1999年4月1日、新宿TSミュージック（以下、TSと略）専属女優として同劇場で初舞台を踏む。
ボディの魅力はもちろん90cmFカップの巨乳だが、グラビア歴が長いことから、自分の体の魅力をさらに魅力的に見せるポーズやテクニックに長けている。得意技は巨乳をつかみ上げて自分の舌で乳首を舐める「乳舐め」。
2000年11月30日、TSでの「引退興行」と称して一旦は引退扱いとなるが、そのわずか2ヵ月後、2001年2月1日に再び同劇場に復帰。後に自身が語ったところでは、ストリップに専念するためにAV事務所にAV引退を申し出たところ、その事務所がTSに本人の引退の意思を伝え、それが不本意なストリップ引退という話に繋がってしまったという。
その後も舞台での活躍を続けるが、2001年11月頃より長期休業に入り、現在に至るまで舞台での活動は行なっていない。
その後、結婚し、２児の母となり、子供を保育園に送り出した後、デリヘル嬢を働いている。
一時期、ソープ嬢としても、ひそかに劇場客に人気があった。

## 主な出演作品

### アダルトビデオ
- 超乳ビッグバン（1998年11月27日、カレン）
- ザ・バストボンバー（1998年12月23日、カレン）
- 乳愛人形（1999年3月10日、サクセス・ビデオ・コミュニティ）
- アニマルボディー（1999年7月8日、サクセス・ビデオ・コミュニティ）

### Vシネマ
- ザ・痴漢ネット3（2000年5月21日）